# Lafayette (Louisiana)
Lafayette is een stad in de Amerikaanse staat Louisiana en telt 121.374 inwoners. Het is hiermee de 203e stad in de Verenigde Staten (2000). De oppervlakte bedraagt 123,2 km², waarmee het de 142e stad is. De plaats is vernoemd naar Gilbert du Motier de La Fayette.
De stad is sinds 1918 de zetel van een rooms-katholiek bisdom.

## Demografie
Van de bevolking is 11,2% ouder dan 65 jaar en bestaat voor 29,4% uit eenpersoonshuishoudens. De werkloosheid bedraagt 4,6% (cijfers volkstelling 2000).
Ongeveer 1,9% van de bevolking van Lafayette bestaat uit hispanics en latino's, 28,5% is van Afrikaanse oorsprong en 1,4% van Aziatische oorsprong.
Het aantal inwoners steeg van 102.529 in 1990 naar 121.374 in 2020.

## Klimaat
In januari is de gemiddelde temperatuur 10,3 °C, in juli is dat 27,8 °C. Jaarlijks valt er gemiddeld 1482,3 mm neerslag (gegevens op basis van de meetperiode 1961-1990).

## Geboren in Lafayette
- Chanda Rubin (1976), tennisster
- Daniel Cormier (1979), vechtsporter
- Walter Davis (1979), atleet
- Danneel Ackles (1979), actrice
- Dustin Poirier (1989), vechtsporter
- Lauren Daigle (1991), zangeres
- Armand Duplantis (1999), Zweeds atleet

## Stedenband
- Namen (België)

## Plaatsen in de nabije omgeving
De onderstaande figuur toont nabijgelegen plaatsen in een straal van 16 km rond Lafayette.